# Barrio Zenón Santillán
El Barrio Zenón Santillán es un barrio de San Miguel de Tucumán, Tucumán, Argentina. Se encuentra delimitado por las calles Eduardo Bulnes, Italia, Colombia y la avenida Estado de Israel.

## Historia
El barrio fue creado sobre tierras de la finca de Zenón Santillán, quien fuera por tres periodos intendente de San Miguel de Tucumán. En este lugar se creó la Aldea Santillán (que además daría origen a Villa Muñecas) y el Parque Roca en 1901, actual asiento del Liceo General Lamadrid y el Parque Campo Norte. Posteriormente el barrio crecería como un conjunto de viviendas sobre la década de los 60 junto a los barrios Kennedy, Jardín y Modelo.

## Seguridad
- Jefatura de Zona N° 2-Policía de Tucumán

## Transporte

### Líneas de colectivos
- Línea 7
- Línea 8
- Línea 9
- Línea 18